# Alexis Pham Van Lôc
Alexis Phạm Văn Lộc (* 17. März 1919 in Phủ Cam, Huế; † 17. November 2011 in Kon Tum) war ein vietnamesischer Geistlicher und römisch-katholischer Bischof des Bistums Kontum.

## Leben
Alexis Pham Van Lôc besuchte von 1933 bis 1940 das Gymnasium Thiên Hựu in Huế und absolvierte sein Abitur 1941 an der Khải Định, Huế. Er besuchte das Seminar der Missionare von Kon Tum und trat 1944 in das Priesterseminar von Qui Nhơn ein. 1945 wechselte er an die Hochschule der Missionare in Kon Tum. Von 1946 bis 1951 beendete er seine Studien am Seminar von Huế. Er empfing am 21. August 1951 die Priesterweihe durch Bischof Jean-Baptiste Urrutia MEP, Apostolischer Vikar von Huê. Von 1957 bis 1969 war er Rektor des Staatlichen Seminar der Missionare in Kon Tum. 1969/71 absolvierte er ein Aufbaustudium am Institut Catholique de Paris.
Am 27. März 1975 wurde er nach Ende des Vietnamkrieges durch Papst Paul VI.  zum Titularbischof von Respecta ernannt und zum Koadjutorbischof von Kontum bestellt. Der Bischof von Kontum, Paul-Léon Seitz MEP, weihte ihn am selben Tag in Kon Tum zum Bischof. Der bischöfliche Wahlspruch von Alexis Pham Van Lôc war „omnium servum“ (Ich will der Diener aller sein; 1 Kor 9.19). Er folgte am 2. Oktober 1975 Paul-Léon Seitz MEP im Amt nach und wurde der vierte Bischof von Kontum.
Am 8. April 1995 nahm Papst Johannes Paul II. seinen altersbedingten Rücktritt an. Er wurde in der Kathedrale von Kon Tum bestattet.
Sein Name kombiniert westliche Namenstradition (Alexis als Vorname vor den Familiennamen Pham) mit vietnamesischer (Van Lôc als persönlicher Name steht hinter dem Familiennamen).